# Mesamotura aristophani
Mesamotura aristophani är en stekelart som beskrevs av Girault 1925. Mesamotura aristophani ingår i släktet Mesamotura och familjen puppglanssteklar. Inga underarter finns listade i Catalogue of Life.